# 串聯性投藥
串聯性投藥（prescribing cascade），或稱處方連串事件、處方瀑布，為一種藥理學病理形容詞，形容因疾病因素需要使用藥物，但藥物對身體產生副作用時，又使用一種或數種以上可以抵禦該藥物副作用的藥物，造成難以診斷明確疾病病因。
此形容詞主要描述對象並無特定年齡，任何年齡層都有可能發生  。

## 備註
1. ↑  . 2016年7月. PMID 28140305.
2. ↑  : 2438頁. 2018年12月. doi:10.2169/naika.107.2437.